# Созыкин, Павел Валерьевич
Павел Валерьевич Созыкин (род. 25 декабря 1987, Челябинск) — российский яхтсмен, бронзовый призёр чемпионатов мира и Европы 2015 года в соревнованиях в классе 470, чемпион России, Мастер спорта международного класса.

## Спортивная биография
Заниматься парусным спортом Павел Созыкин начал в пять лет в СДЮСШОР города Челябинск. Тренировки проходили на озере Смолино. Первым его тренером стал отец Валерий Александрович Созыкин. На некоторое время прерывал свои занятия парусным спортом, устроившись на работу в пожарную часть № 19 в Челябинске.
В 2012 году к Созыкину с предложением о совместном выступлении обратился Денис Грибанов, который после распада экипажа с Владимиром Чаусом, искал себе нового рулевого. В 2014 году российский экипаж выступил на чемпионате мира в испанском Сантандере. По итогам соревнований Созыкин и Грибанов заняли высокое 10-е место, что также позволило завоевать лицензию на участие в летних Олимпийских играх 2016 года в Рио-де-Жанейро. В июне 2015 года российский дуэт стал 5-м на открытом чемпионате Европы, но поскольку впереди россиян финишировали спортсмены из США и Австралии, то россияне стали бронзовыми призёрам европейского первенства. Главным достижением в карьере российских спортсменов стала бронзовая медаль, завоёванная на чемпионате мира 2015 года в израильской Хайфе. Также эта медаль стала первой в истории России, завоёванная на мировых первенствах в классе «470» (мужчины). До этого лучший результат был в 1997 году у экипажа Дмитрия Березкина и Евгения Бурматнова — 4 место. В ноябре 2015 года Созыкин и Грибанов, представляющие Краснодарский край, с большим запасом победили на чемпионате России в Сочи. 22 декабря 2015 года Созыкину было присвоено спортивное звание «Мастер спорта России международного класса».
В сезоне 2017 года выступает за команду ЦСК ВМФ при спонсорской поддержке от синдиката «Fantastica» члена Президиума ВФПС Ланфранко Чирилло. В августе 2019 года Созыкин и Грибанов заняли 11-е место на чемпионате мира в классе 470, завоевав тем самым лицензию для участия в Олимпийских играх 2020 года в Токио.
- 2020 год. Чемпион России в классе «470» вместе с Денисом Грибановым[7].

## Достижения
- Яхтсмен года в номинации «Команда года»: 2015 (вместе с Денисом Грибановым)

## Личная жизнь
- Имеет воинское звание прапорщик[8].

## Семья
- Отец — Валерий Александрович